# Ливская мифология
Ливская мифология — мифология ливов. Часть общей финно-угорской мифологии. До наших дней сохранилось крайне мало сведений, по своей сути мифология ливов близка к мифологии эстонцев и латышей. Основным исследователем мифологии ливов считается фольклорист О. Лорит. Главным образом мифология ливов заключена в преданиях.

## Герои мифологии
Главные герои мифологии это дети фараона (получеловек полурыба в образе красивой девушки), колдун, бог, кошмар, черт и смерть. Предания ливов носила педагогический смысл. Главным образом в преданиях ливов занимает образ бога. Боги у ливов не были персонифицированы.

## Предания, поверья и легенды
Предание о синей корове: древнее ливское предание гласит, что богиня моря по ночам выгоняла на берег у мыса Колки своё стадо синих коров попастись под луной и однажды, как раз в то время, когда морские девушки вели пастись синих морских коров, к морю вышла одна старушка. Однажды одна из коров отбилась от стада и задержалась на берегу. Рыбаки (а по другой версии старушка) пристроили её в хозяйство, и она стала родоначальницей земного рода (по другой версии старушка пристроила коров в хозяйство, и корова давала молока не много, но зато отменного качества).
Поверья и обычаи, связанные у ливов с рыбаками и с морем. Они касаются как обыденной повседневности людей, живущих на берегу, так и рыбной ловли. Перед выходом в море рыбаки совершали жертвоприношение около большого дерева, брали с собой в путь льняной мешочек с горстью земли. Провожавшие им желали: «Чтобы ты вернулся, как солнце возвращается», ведь уход в море представлялся как путешествие в ночь или смерть.
Традиции, связанные с морскими сундуками. В морских сундуках ливские моряки хранили свои личные вещи, и среди них обязательно находились водка и деньги. Сундуки в море служили одновременно кроватями. Нередко на их железных ручках выковывали священные знаки (например, знак солнца).
Поверье о жёлтых цветах: в море запрещали купаться, пока вдоль побережья не появлялись жёлтые цветы. Это происходит обычно в конце мая — начале июня: белые, жёлтые и красные цветки сосны опадают, и ветер относит их в воду. Ливы говорят, что «сосна даёт морю здоровье», укрепляет человеческий дух, поддерживает выносливость. В это время люди собирают цветы сосны, делают с ними ножные ванны.
Ветер — одна из морских стихий, играющая в рыбацком промысле важную роль. В языке ливов имеются названия ветров, точно совпадающие с названиями стран света — основными и промежуточными. В древней ливской мифологии ветер был персонифицирован, его до определённой степени обожествляли. Ливы верили, что именно ветер способствует появлению рыбных стай, но он же является причиной морских бурь и гибели рыбаков. Таким образом, ветер в ливской культуре связан как с пищей, так и со смертью.